# Olympische Sommerspiele 2008/Wasserball
Bei den Olympischen Sommerspielen 2008 in der chinesischen Hauptstadt Peking fanden zwei Wettbewerbe im Wasserball statt, ein Männer-Turnier mit zwölf Teams und ein Frauen-Turnier mit acht Teams. Austragungsort war das Nationale Schwimmzentrum.

## Qualifikation
Jedes Team durfte 13 Aktive nominieren, so dass insgesamt 156 Wasserballer und 104 Wasserballerinnen in Peking teilnahmen. Bei den Männern qualifizierten sich die fünf Sieger der kontinentalen Ausscheidungsturniere, wobei China als Repräsentant Asiens galt. Hinzu kam der Sieger der Weltliga 2007. Wäre dieser bereits über eines der kontinentalen Turniere qualifiziert gewesen, rückte der nächstplatzierte nach. Ebenfalls qualifiziert waren die Medaillengewinner der Weltmeisterschaft 2007 in Melbourne. Hätten sich diese durch einen der erstgenannten Punkte ihre Teilnahme gesichert, rückte das bei den Weltmeisterschaften nächstplatzierte Team des jeweiligen Kontinents nach. Die restlichen drei Startplätze wurden bei einem Qualifikationsturnier 2008 ausgespielt. Hätte ein Kontinent kein Team aufstellen können oder hätte eine der qualifizierten Mannschaften auf einen Start verzichtet, wären die frei gewordenen Startplätze ebenfalls bei diesem Qualifikationsturnier vergeben worden.
Bei den Frauen qualifizierten sich die Sieger der fünf kontinentalen Ausscheidungen (auch hier galt China als sicherer Teilnehmer Asiens) sowie drei weitere Mannschaften, die sich bei einem zusätzlichen Qualifikationsturnier durchsetzen mussten. Hätte einer der Kontinente keine Mannschaft für Peking nominieren können, so wäre auch hier die jeweils nächstplatzierten Teams des Qualifikationsturniers nachgerückt.
Anmerkung: Die Afrika-Meisterschaften beider Geschlechter galten mangels ausreichender Zahl teilnehmender Länder nicht als Olympiaqualifikation. Die zusätzlich freigewordenen Startplätze (einer pro Geschlecht) wurden ebenfalls bei den weltweiten Qualifikationsturnieren vergeben.

### Qualifizierte Teams
| Männer - 1. Kroatien (Weltmeister 2007) - 2. Ungarn (WM-Finalist 2007) - 3. Spanien (WM-Dritter 2007) - 4. Vereinigte Staaten (Sieger Pan American Games 2007) - 5. Volksrepublik China (Gastgeber) - 6. Serbien (Weltliga 2007) - 7. Montenegro (Sieger der europäischen Ausscheidung) - 8. Australien (Sieger der ozeanischen Ausscheidung) - 9. Deutschland (weltweites Qualifikationsturnier) - 10. Griechenland (weltweites Qualifikationsturnier) - 11. Italien (weltweites Qualifikationsturnier) - 12. Kanada (weltweites Qualifikationsturnier) | Frauen - 1. Volksrepublik China (Gastgeber) - 2. Vereinigte Staaten (Sieger Pan America Games 2007) - 3. Niederlande (Sieger des europäischen Qualifikationsturniers) - 4. Australien (Sieger der ozeanischen Ausscheidung) - 5. Russland (weltweites Qualifikationsturnier) - 6. Ungarn (weltweites Qualifikationsturnier) - 7. Italien (weltweites Qualifikationsturnier) - 8. Griechenland (weltweites Qualifikationsturnier) |

## Olympisches Turnier der Männer

### Medaillengewinner
| Platz | Land | Spielerinnen |
| ----- | ---- | --- |
| 1     | HUN  | Tibor Benedek, Péter Biros, István Gergely, Norbert Hosnyánszky, Tamás Kásás, Gábor Kis, Gergely Kiss, Norbert Madaras, Tamás Molnár, Zoltán Szécsi, Dániel Varga, Dénes Varga, Tamás Varga Trainer: Dénes Kemény                           |
| 2     | USA  | Tony Azevedo, Ryan Bailey, Layne Beaubien, Brandon Brooks, Peter Hudnut, Tim Hutten, James Krumpholz, Rick Merlo, Merrill Moses, Jeff Powers, Jesse Smith, Peter Varellas, Adam Wright Trainer: Terry Schroeder                             |
| 3     | SRB  | Aleksandar Ćirić, Filip Filipović, Živko Gocić, Branko Peković, Duško Pijetlović, Andrija Prlainović, Nikola Rađen, Aleksandar Šapić, Dejan Savić, Denis Šefik, Slobodan Soro, Vanja Udovičić, Vladimir Vujašinović Trainer: Dejan Udovičić |

### Vorrunde
Gruppe A
| Platz | Team         | Siege | Unent. | Ndlg. | Tore  | Diff. | Punkte |
| ----- | ------------ | ----- | ------ | ----- | ----- | ----- | ------ |
| 1.    | Ungarn       | 4     | 1      | 0     | 60:36 | + 24  | 9      |
| 2.    | Spanien      | 4     | 0      | 1     | 52:34 | + 18  | 8      |
| 3.    | Montenegro   | 2     | 2      | 1     | 43:33 | + 10  | 6      |
| 4.    | Australien   | 2     | 1      | 2     | 45:40 | - 5   | 5      |
| 5.    | Griechenland | 1     | 0      | 4     | 39:56 | - 17  | 2      |
| 6.    | Kanada       | 0     | 0      | 5     | 21:61 | - 40  | 0      |

| 10. August | 09:30 | Spanien      | Kanada       | 16:6 (5:2, 4:2, 3:1, 4:1)  |
| 10. August | 10:50 | Ungarn       | Montenegro   | 10:10 (3:3, 3:1, 2:4, 2:2) |
| 10. August | 14:00 | Australien   | Griechenland | 12:8 (5:5, 4:3, 2:0, 1:0)  |
| 12. August | 09:30 | Kanada       | Montenegro   | 0:12 (0:3, 0:4, 0:4, 0:1)  |
| 12. August | 10:50 | Spanien      | Australien   | 9:8 (4:0, 2:4, 2:2, 1:2)   |
| 12. August | 14:00 | Griechenland | Ungarn       | 6:17 (2:7, 2:2, 1:4, 1:4)  |
| 14. August | 12:10 | Ungarn       | Spanien      | 8:5 (2:3, 4:2, 0:0, 2:0)   |
| 14. August | 14:00 | Montenegro   | Griechenland | 10:6 (3:1, 2:1, 5:2, 0:2)  |
| 14. August | 15:20 | Australien   | Kanada       | 8:5 (2:3, 2:1, 3:1, 1:0)   |
| 16. August | 12:10 | Kanada       | Griechenland | 7:13 (1:6, 4:5, 2:1, 0:1)  |
| 16. August | 14:00 | Spanien      | Montenegro   | 12:6 (3:0, 4:1, 3:4, 2:1)  |
| 16. August | 15:20 | Australien   | Ungarn       | 12:13 (4:4, 1:5, 4:2, 3:2) |
| 18. August | 10:50 | Ungarn       | Kanada       | 12:3 (3:1, 3:0, 1:2, 5:0)  |
| 18. August | 12:00 | Montenegro   | Australien   | 5:5 (2:1, 1:2, 0:1, 2:1)   |
| 18. August | 15:20 | Spanien      | Griechenland | 10:6 (2:0, 3:0, 3:5, 2:1)  |

Gruppe B
| Platz | Team                | Siege | Unent. | Ndlg. | Tore  | Diff. | Punkte |
| ----- | ------------------- | ----- | ------ | ----- | ----- | ----- | ------ |
| 1.    | Vereinigte Staaten  | 4     | 0      | 1     | 37:31 | + 6   | 8      |
| 2.    | Kroatien            | 4     | 0      | 1     | 56:31 | + 25  | 8      |
| 3.    | Serbien             | 3     | 0      | 2     | 50:38 | + 12  | 6      |
| 4.    | Deutschland         | 2     | 0      | 3     | 33:44 | - 11  | 6      |
| 5.    | Italien             | 2     | 0      | 3     | 57:50 | + 7   | 4      |
| 6.    | Volksrepublik China | 0     | 0      | 5     | 25:64 | - 39  | 0      |

| 10. August | 12:10 | Serbien     | Deutschland | 11:7 (1:3, 5:2, 2:2, 3:0)  |
| 10. August | 15:20 | Kroatien    | Italien     | 11:7 (3:3, 2:0, 4:1, 2:3)  |
| 10. August | 16:40 | USA         | China       | 8:4 (3:1, 1:2, 2:1, 2:0)   |
| 12. August | 12:10 | Italien     | USA         | 11:12 (1:2, 2:3, 4:3, 4:4) |
| 12. August | 15:20 | Serbien     | Kroatien    | 8:11 (3:1, 1:4, 1:4, 3:2)  |
| 12. August | 16:40 | Deutschland | China       | 6:5 (0:2, 5:2, 0:0, 1:1)   |
| 14. August | 09:30 | Kroatien    | Deutschland | 13:5 (4:1, 3:2, 2:1, 4:1)  |
| 14. August | 10:50 | USA         | Serbien     | 2:4 (0:0, 1:2, 0:2, 1:0)   |
| 14. August | 16:40 | China       | Italien     | 7:19 (2:5, 2:5, 1:4, 2:5)  |
| 16. August | 09:30 | Deutschland | Italien     | 8:7 (2:1, 3:1, 0:2, 3:3)   |
| 16. August | 10:50 | Kroatien    | USA         | 5:7 (2:2, 1:3, 0:0, 2:2)   |
| 16. August | 16:40 | Serbien     | China       | 15:5 (5:2, 2:1, 4:2, 4:0)  |
| 18. August | 09:30 | Serbien     | Italien     | 12:13 (3:3, 2:3, 3:5, 4:2) |
| 18. August | 14:00 | USA         | Deutschland | 8:7 (3:2, 2:1, 2:2, 1:2)   |
| 18. August | 16:40 | China       | Kroatien    | 4:16 (0:4, 0:3, 1:1, 3:8)  |

### Platzierungsrunde
Platz 7–12
| 20. August | 09:30 | Kanada       | Australien | 11:13 (1:4, 3:2, 3:3, 4:4) |
| 20. August | 10:50 | Griechenland | China      | 13:8 (3:1, 4:4, 2:0, 4:3)  |

Spiel um Platz 11
| 22. August | 09:30 | Kanada | China | 8:7 (1:1, 3:1, 1:2, 3:3) |

Platz 7–10
| 22. August | 10:50 | Australien  | Italien      | 17:16 n. P. (4:2, 1:5, 4:0, 1:3, 0:1, 3:2, 4:3) |
| 22. August | 17:00 | Deutschland | Griechenland | 9:13 (3:3, 1:3, 2:4, 3:3)                       |

Spiel um Platz 9
| 24. August | 09:30 | Italien | Deutschland | 10:8 (4:3, 1:1, 1:1, 4:3) |

Spiel um Platz 7
| 24. August | 10:50 | Australien | Griechenland | 8:9 (2:3, 2:2, 3:1, 1:3) |

### Finalrunde
| Halbfinalqualifikation | Halbfinalqualifikation |  |  | Halbfinale         | Halbfinale |  |                    | Finale           | Finale           |
|                        |                        |  |  |                    |            |  |                    |                  |                  |
|                        |                        |  |  | Ungarn             | 11         |  |                    |                  |                  |
| Montenegro             | 7                      |  |  | Montenegro         | 9          |  |                    |                  |                  |
| Kroatien               | 6                      |  |  |                    |            |  | Ungarn             | 14               |                  |
|                        |                        |  |  |                    |            |  | Vereinigte Staaten | 10               |                  |
|                        |                        |  |  | Vereinigte Staaten | 10         |  |                    |                  |                  |
| Spanien                | 5                      |  |  | Serbien            | 5          |  |                    | Spiel um Platz 3 | Spiel um Platz 3 |
| Serbien                | 9                      |  |  |                    |            |  |                    | Montenegro       | 4                |
|                        |                        |  |  |                    |            |  |                    | Serbien          | 6                |

Halbfinalqualifikation
| 20. August | 16:00 | Montenegro | Kroatien | 7:6 (3:1, 2:3, 1:0, 1:2) |
| 20. August | 17:20 | Spanien    | Serbien  | 5:9 (1:0, 1:5, 1:2, 2:2) |

Halbfinale
| 22. August | 18:20 | Ungarn | Montenegro | 11:9 (3:4, 3:3, 3:0, 2:2) |
| 22. August | 19:40 | USA    | Serbien    | 10:5 (3:3, 2:1, 2:1, 3:0) |

Spiel um Platz 5
| 24. August | 13:00 | Kroatien | Spanien | 9:11 (2:0, 3:5, 1:3, 3:3) |

Spiel um Platz 3
| 24. August | 14:20 | Montenegro | Serbien | 4:6 (0:2, 1:2, 1:2, 2:0) |

Finale
| 29. August | 17:30 | Ungarn | USA | 14:10 (6:4, 3:4, 2:1, 3:1) |

## Olympisches Turnier der Frauen

### Medaillengewinnerinnen
| Platz | Land | Spielerinnen |
| ----- | ---- | --- |
| 1     | NED  | Iefke van Belkum, Gillian van den Berg, Daniëlle de Bruijn, Mieke Cabout, Rianne Guichelaar, Biurakn Hakhverdian, Marieke van den Ham, Noeki Klein, Simone Koot, Ilse van der Meijden, Meike de Nooy, Alette Sijbring, Yasemin Smit Trainer: Robin van Galen |
| 2     | USA  | Elizabeth Armstrong, Patty Cardenas, Kami Craig, Natalie Golda, Alison Gregorka, Brittany Hayes, Jaime Hipp, Moriah van Norman, Heather Petri, Jessica Steffens, Brenda Villa, Lauren Wenger, Elsie Windes Trainer: Guy Baker                                |
| 3     | AUS  | Gemma Beadsworth, Nikita Cuffe, Suzie Fraser, Taniele Gofers, Kate Gynther, Amy Hetzel, Bronwen Knox, Emma Knox, Alicia McCormack, Melissa Rippon, Rebecca Rippon, Jenna Santoromito, Mia Santoromito Trainer: Greg McFadden                                 |

### Vorrunde
Gruppe A
| Platz | Team                | Siege | Unent. | Ndlg. | Tore  | Diff. | Punkte |
| ----- | ------------------- | ----- | ------ | ----- | ----- | ----- | ------ |
| 1.    | Vereinigte Staaten  | 2     | 1      | 0     | 33:27 | + 6   | 5      |
| 2.    | Italien             | 2     | 1      | 0     | 28:26 | + 2   | 5      |
| 3.    | Volksrepublik China | 1     | 0      | 2     | 33:33 | 0     | 2      |
| 4.    | Russland            | 0     | 0      | 3     | 26:34 | - 8   | 0      |

| 11. August | 14:20 | Russland | Italien | 8:9 (3:3, 2:1, 2:3, 1:2)   |
| 11. August | 17:00 | USA      | China   | 12:11 (3:3, 5:4, 2:2, 2:2) |
| 13. August | 15:40 | USA      | Italien | 9:9 (0:2, 4:2, 2:2, 3:3)   |
| 13. August | 17:00 | Russland | China   | 11:13 (2:3, 5:4, 3:1, 1:5) |
| 15. August | 14:20 | Russland | USA     | 7:12 (0:5, 3:2, 2:4, 2:1)  |
| 15. August | 17:20 | Italien  | China   | 10:9 (2:2, 4:2, 2:4, 2:1)  |

Gruppe B
| Platz | Team         | Siege | Unent. | Ndlg. | Tore  | Diff. | Punkte |
| ----- | ------------ | ----- | ------ | ----- | ----- | ----- | ------ |
| 1.    | Ungarn       | 2     | 1      | 0     | 28:20 | + 8   | 5      |
| 2.    | Australien   | 2     | 1      | 0     | 25:22 | + 3   | 5      |
| 3.    | Niederlande  | 1     | 0      | 2     | 27:27 | 0     | 2      |
| 4.    | Griechenland | 0     | 0      | 3     | 16:27 | - 11  | 0      |

| 11. August | 13:00 | Ungarn       | Niederlande  | 11:9 (3:3, 3:2, 4:3, 1:1) |
| 11. August | 15:40 | Griechenland | Australien   | 6:8 (2:5, 2:2, 1:1, 1:0)  |
| 13. August | 13:00 | Ungarn       | Australien   | 7:7 (1:1, 1:1, 1:2, 4:3)  |
| 13. August | 14:20 | Griechenland | Niederlande  | 6:9 (3:3, 2:2, 1:3, 0:1)  |
| 15. August | 13:00 | Niederlande  | Australien   | 9:10 (1:2, 2:2, 1:2, 5:4) |
| 15. August | 15:40 | Ungarn       | Griechenland | 10:4 (1:1, 3:1, 3:0, 3:2) |

### Finalrunde
| Halbfinalqualifikation | Halbfinalqualifikation |  |  | Halbfinale         | Halbfinale |  |                    | Finale           | Finale           |
|                        |                        |  |  |                    |            |  |                    |                  |                  |
|                        |                        |  |  | Vereinigte Staaten | 9          |  |                    |                  |                  |
| Volksrepublik China    | 11                     |  |  | Australien         | 8          |  |                    |                  |                  |
| Australien             | 12                     |  |  |                    |            |  | Vereinigte Staaten | 8                |                  |
|                        |                        |  |  |                    |            |  | Niederlande        | 9                |                  |
|                        |                        |  |  | Ungarn             | 7          |  |                    |                  |                  |
| Italien                | 11                     |  |  | Niederlande        | 8          |  |                    | Spiel um Platz 3 | Spiel um Platz 3 |
| Niederlande            | 13 n. P.               |  |  |                    |            |  |                    | Australien       | 12               |
|                        |                        |  |  |                    |            |  |                    | Ungarn           | 11 n. P.         |

Spiel um Platz 7
| 17. August | 13:00 | Russland | Griechenland | 12:6 (3:2, 4:1, 3:1, 2:2) |

Halbfinalqualifikation
| 17. August | 14:20 | China   | Australien  | 11:12 (4:4, 2:2, 2:4, 3:2)                      |
| 17. August | 15:40 | Italien | Niederlande | 11:13 n. P. (2:2, 3:1, 2:3, 1:2, 0:0, 0:0, 3:5) |

Spiel um Platz 5
| 19. August | 13:00 | China | Italien | 10:7 (3:1, 2:3, 1:3, 4:0) |

Halbfinale
| 19. August | 14:20 | USA    | Australien  | 9:8 (2:2, 2:2, 4:1, 1:3) |
| 19. August | 15:40 | Ungarn | Niederlande | 7:8 (2:1, 1:3, 3:3, 1:1) |

Spiel um Platz 3
| 21. August | 17:00 | Australien | Ungarn | 12:11 n. P. (2:2, 1:3, 3:1, 1:1, 2:1, 0:1, 3:2) |

Finale
| 21. August | 18:20 | USA | Niederlande | 8:9 (2:4, 3:1, 1:2, 2:2) |

## Medaillenspiegel Wasserball
| Medaillenspiegel Wasserball | Medaillenspiegel Wasserball | Medaillenspiegel Wasserball | Medaillenspiegel Wasserball | Medaillenspiegel Wasserball | Medaillenspiegel Wasserball |
| Platz                       | Land                        | G                           | S                           | B                           | Gesamt                      |
| --------------------------- | --------------------------- | --------------------------- | --------------------------- | --------------------------- | --------------------------- |
| 1                           | Niederlande                 | 1                           | –                           | –                           | 1                           |
| 1                           | Ungarn                      | 1                           | –                           | –                           | 1                           |
| 3                           | Vereinigte Staaten          | –                           | 2                           | –                           | 2                           |
| 4                           | Australien                  | –                           | –                           | 1                           | 1                           |
| 4                           | Serbien                     | –                           | –                           | 1                           | 1                           |